# Cantó d'Aira
El cantó d'Aira és un cantó francès del departament de les Landes, situat al districte de Mont de Marsan. Té 12 municipis i el cap és Aira.

## Municipis
- Aira
- Baús Sobiran
- Buanas
- Classun
- Dur Hòrt e Baishen
- Las Aigas
- La Trilha
- Renun
- Sent Anhet
- Sent Loboèr
- Sarron
- Vièla de Tursan

## Història
| Data d'elecció                           | Identitat   | Partit                     | Qualitat |
| ---------------------------------------- | ----------- | -------------------------- | -------- |
| 1976-1988                                | Jean Clèdes | Divers droite, després UDF |          |
| 1988-                                    | Robert Cabé | PS                         |          |
| les dades anteriors no són pas conegudes |             |                            |          |
|                                          |             |                            |          |

## Demografia
| 1962  | 1968  | 1975  | 1982  | 1990  | 1999  | 2006  |
| ----- | ----- | ----- | ----- | ----- | ----- | ----- |
| 8.424 | 9.109 | 9.150 | 9.439 | 9.526 | 9.421 | 9.655 |